# Associazione Calcio Trento 1921 2024-2025
Questa voce raccoglie le informazioni riguardanti l'Associazione Calcio Trento nelle competizioni ufficiali della stagione 2024-2025.

## Divise e sponsor
La divisa del Trento è gialloblù, con calzoncini e calzettoni blu. La seconda divisa è composta da maglietta, calzoncini e calzettoni bianchi, mentre la terza è interamente di colore arancione. Lo sponsor tecnico per la stagione 2023-2024 è Acerbis, mentre gli sponsor commerciali principali presenti su tutte le divise sono Conad, ITAS Sparkasse
| Casa | Trasferta | Terza divisa |

## Stagione
Il Trento disputa il girone A della Serie C 2024-2025. A inizio stagione, nell'ambito della Coppa Italia, la formazione gialloblù supera al primo turno, in trasferta la Triestina per 0-1 prima di arrendersi al seconda turno ai veronesi del Caldiero Terme col punteggio di 2-0.
L'esordio in campionato avviene il 26 agosto a Padova dove il Trento viene nettamente sconfitto per 3-0 dai padroni di casa, in seguito a questo KO, la formazione ottiene ben 16 risultati utili consecutivi restando imbattuta per i mesi di settembre, ottobre e novembre, in questo periodo arrivano 7 vittorie e 9 pareggi che portano la squadra fino al quarto posto in classifica. Da sottolineare sono i pareggi ottenuti sul campo dell'Albinoleffe e con la Triestina e le vittorie casalinghe su Pro Vercelli e al cardiopalma per 3-2 con la Feralpisalò.
Il mese di dicembre è negativo, infatti arrivano 3 sconfitte consecutive con Novara, Vicenza e Padova. Con l'inizio del 2025 la formazione torna ad ottenere buoni risultati come l'imponente vittoria per 5-0 sulla Union Clodiense. Il Trento si trova a dover affrontare numerosi infortuni, nonostante ciò riesce quasi sempre ad evitare la sconfitta e trovarsi all'inizio di marzo al 6° posto della classifica del girone.

## Rosa
Aggiornato il 28 febbraio 2025.
| N. |                    | Ruolo | Calciatore         |
| -- | ------------------ | ----- | ------------------ |
| 1  | Italia (bandiera)  | P     | Sergio Barlocco    |
| 4  | Italia (bandiera)  | D     | Andrea Trainotti   |
| 5  | Italia (bandiera)  | D     | Sheriff Kassama    |
| 6  | Italia (bandiera)  | D     | Alberto Barison    |
| 7  | Italia (bandiera)  | A     | Emanuele Anastasia |
| 8  | Italia (bandiera)  | D     | Daniel Cappelletti |
| 9  | Croazia (bandiera) | A     | Tomi Petrovic      |
| 10 | Italia (bandiera)  | C     | Pasquale Giannotti |
| 11 | Italia (bandiera)  | A     | Francesco Disanto  |
| 12 | Italia (bandiera)  | P     | Leonardo Santer    |
| 13 | Italia (bandiera)  | A     | Samuel Di Carmine  |
| 19 | Italia (bandiera)  | A     | Tommaso Cappelli   |
| 20 | Italia (bandiera)  | C     | Leonardo Di Cosmo  |
| 21 | Italia (bandiera)  | C     | Diego Peralta      |

| N. |                    | Ruolo | Calciatore          |
| -- | ------------------ | ----- | ------------------- |
| 22 | Italia (bandiera)  | P     | Michele Tommasi     |
| 23 | Italia (bandiera)  | C     | Christian Aucelli   |
| 27 | Italia (bandiera)  | C     | Danijel Puzic       |
| 32 | Svezia (bandiera)  | C     | Adil Titi           |
| 38 | Italia (bandiera)  | C     | Mattia Sangalli     |
| 44 | Italia (bandiera)  | D     | Mattia Maffei       |
| 45 | Italia (bandiera)  | D     | Davide Zanon        |
| 19 | Italia (bandiera)  | D     | Nicola Falasco      |
| 62 | Italia (bandiera)  | D     | Ruggero Frosinini   |
| 66 | Italia (bandiera)  | D     | Davide Vitturini    |
| 70 | Italia (bandiera)  | A     | Alessandro Ghillani |
| 72 | Italia (bandiera)  | C     | Sebastiano Uez      |
| 77 | Albania (bandiera) | C     | Armand Rada         |
| 99 | Italia (bandiera)  | A     | Federico Accornero  |

## Risultati

### Serie C

#### Girone di andata
| Arbitro: | Fabio Rosario Luongo (Napoli) |

|                                      |           |  |
| Bianchi 54’ Crisetig 57’ Liguori 84’ | Marcatori |  |

| Arbitro: | Mattia Nigro (Prato) |

|                |           |             |
| Petrovic 90+3’ | Marcatori | 14’ Marrone |

| Arbitro: | Gerardo Simone Caruso (Viterbo) |

|              |           |                    |
| Bergonzi 40’ | Marcatori | 49’ (rig.) Peralta |

| Arbitro: | Gianluca Catanzaro (Catanzaro) |

|                                          |           |                           |
| Disanto 16’ Frosinini 51’ Di Carmine 58’ | Marcatori | 40’ Lakti 83’ Cerrettelli |

| Arbitro: | Carlo Esposito (Napoli) |

|                |           |  |
| Di Carmine 44’ | Marcatori |  |

| Arbitro: | Giovanni Castellano (Nichelino) |

|                         |           |                          |
| Manfredonia 1’ Salvi 4’ | Marcatori | 44’ Rada 67’ (aut.) Sinn |

| Arbitro: | Lucio Felice Angelillo (Nola) |

|                |           |                      |
| Di Carmine 90’ | Marcatori | 11’ (rig.) Vertainen |

| Arbitro: | Andrea Terribile (Bassano del Grappa) |

|  |           |                     |
|  | Marcatori | 37’, 71’ Di Carmine |

| Crema 13 ottobre 2024, ore 15:00 CEST 9ª giornata | Pergolettese                 | 0 – 0 referto | Trento | Stadio Giuseppe Voltini\| Arbitro: \| Leonardo Di Mario (Ciampino) \| |
| Arbitro:                                          | Leonardo Di Mario (Ciampino) |               |        |                                                                       |

| Arbitro: | Alessandro Silvestri (Roma 1) |

|                |           |  |
| Di Carmine 45’ | Marcatori |  |

| Arbitro: | Mauro Gangi (Enna) |

|             |           |               |
| Bashi 90+4’ | Marcatori | 17’ Giannotti |

| Arbitro: | Fabrizio Pacella (Roma 2) |

|                      |           |             |
| Anastasia 71’ (rig.) | Marcatori | 64’ Melitka |

| Arbitro: | Maria Marotta (Sapri) |

|  |           |               |
|  | Marcatori | 46’ Giannotti |

| Arbitro: | Ferdinando Emanuel Toro (Catania) |

|                                                   |           |                           |
| Anastasia 49’ Di Carmine 51’ Anastasia 87’ (rig.) | Marcatori | 38’ Pilati 59’ Balestrero |

| Zanica 16 novembre 2024, ore 15:00 CEST 15ª giornata | AlbinoLeffe               | 0 – 0 referto | Trento | AlbinoLeffe Stadium\| Arbitro: \| Simone Gauzolino (Torino) \| |
| Arbitro:                                             | Simone Gauzolino (Torino) |               |        |                                                                |

| Arbitro: | Giuseppe Maria Manzo (Torre Annunziata) |

|                              |           |  |
| Di Carmine 51’ Vitturini 54’ | Marcatori |  |

| Arbitro: | Gabriele Totaro (Lecce) |

|              |           |                |
| Delcarro 35’ | Marcatori | 57’ Di Carmine |

| Arbitro: | Felipe Salvatore Viapiana (Catanzaro) |

|                |           |                                             |
| Di Carmine 20’ | Marcatori | 30’ (rig.), 74’ (rig.) Ranieri 65’ Morosini |

| Arbitro: | Gabriele Sacchi (Macerata) |

|                      |           |  |
| Rolfini 5’, 40’, 69’ | Marcatori |  |

#### Girone di ritorno
| Arbitro: | Giorgio Bozzetto (Bergamo) |

|  |           |             |
|  | Marcatori | 19’ Liguori |

| Arbitro: | Gianluca Renzi (Pesaro) |

|           |           |                              |
| Sipos 65’ | Marcatori | 47’ Di Carmine 61’ Vitturini |

| Arbitro: | Giovanni Castellano (Nichelino) |

|                                  |           |                          |
| Di Carmine 6’ (rig.) Disanto 86’ | Marcatori | 11’ Kraja 38’ Bernasconi |

| Arbitro: | Carlo Esposito (Napoli) |

|              |           |                        |
| Mattioli 38’ | Marcatori | 34’ Anastasia 54’ Rada |

| Arbitro: | Mario Picardi (Viareggio) |

|                    |           |  |
| Nessi 6’ Cissè 86’ | Marcatori |  |

| Arbitro: | Andrea Terribile (Bassano del Grappa) |

|                                                                                  |           |  |
| Aucelli 2’ Accornero 61’ Di Carmine 65’ Petrovic 74’ (rig.) Anastasia 90’ (rig.) | Marcatori |  |

| Arbitro: | Alessandro Silvestri (Roma 1) |

|            |           |  |
| Ioniță 59’ | Marcatori |  |

| Arbitro: | Simone Gauzolino (Torino) |

|                                    |           |                            |
| Di Carmine 10’ (rig.) Petrovic 87’ | Marcatori | 3’ (rig.), 16’ Taugourdeau |

| Arbitro: | Valerio Vogliacco (Bari) |

|               |           |          |
| Giannotti 56’ | Marcatori | 75’ Zaid |

| Vercelli 1 marzo 2025, ore 17:30 CEST 29ª giornata | Pro Vercelli                  | 0 – 0 referto | Trento | Stadio Silvio Piola (Vercelli)\| Arbitro: \| Alessandro Recchia (Brindisi) \| |
| Arbitro:                                           | Alessandro Recchia (Brindisi) |               |        |                                                                               |

| Trento 9 marzo 2025, ore 15:00 CEST 30ª giornata | Trento                            | 0 – 0 referto | Pro Patria | Stadio Briamasco\| Arbitro: \| Ferdinando Emanuel Toro (Catania) \| |
| Arbitro:                                         | Ferdinando Emanuel Toro (Catania) |               |            |                                                                     |

| Arbitro: | Maria Marotta (Sapri) |

|            |           |                            |
| Contini 5’ | Marcatori | 25’ Giannotti 50’ Petrovic |

| Arbitro: | Claudio Giuseppe Allegretta (Molfetta) |

|               |           |  |
| Anastasia 24’ | Marcatori |  |

| Salò 23 marzo 2025, ore 15:00 CEST 33ª giornata                  | Feralpisalò | 2 – 0 referto | Trento | Stadio Lino Turina |
| \| \| \| \| \| Balestrero 37’ Di Molfetta 62’ \| Marcatori \| \| |             |               |        |                    |
|                                                                  |             |               |        |                    |
| Balestrero 37’ Di Molfetta 62’                                   | Marcatori   |               |        |                    |

| Trento 30 marzo 2025, ore 17:30 CEST 34ª giornata                                                                | Trento    | 5 – 1 referto | AlbinoLeffe | Stadio Briamasco |
| \| \| \| \| \| Di Cosmo 48’ Anastasia 64’, 90+1’ Maffei 73’ Petrovic 81’ (rig.) \| Marcatori \| 42’ Astrologo \| |           |               |             |                  |
| |           |               |             |                  |
| Di Cosmo 48’ Anastasia 64’, 90+1’ Maffei 73’ Petrovic 81’ (rig.)                                                 | Marcatori | 42’ Astrologo |             |                  |

| Gorgonzola 5 aprile 2025, ore 15:00 CEST 35ª giornata      | Giana Erminio | 2 – 0 referto | Trento | Stadio Città di Gorgonzola |
| \| \| \| \| \| De Maria 19’ Stucler 78’ \| Marcatori \| \| |               |               |        |                            |
|                                                            |               |               |        |                            |
| De Maria 19’ Stucler 78’                                   | Marcatori     |               |        |                            |

| Trento 12 aprile 2025, ore 15:00 CEST 36ª giornata | Trento | 0 – 0 referto | Renate | Stadio Briamasco |

| Novara 18 aprile 2025, ore 20:00 CEST 37ª giornata | Novara | – referto | Trento | Stadio Silvio Piola (Novara) |

| Trento 25 aprile 2025, ore 16:30 CEST 36ª giornata | Trento | – referto | L.R. Vicenza | Stadio Briamasco |

### Coppa Italia Serie C

#### Turni eliminatori
| Arbitro: | Francesco Zago (Conegliano) |

|  |           |                        |
|  | Marcatori | 90+2’ (rig.) Anastasia |

| Arbitro: | Leonardo Di Mario (Ciampino) |

|                          |           |  |
| Quaggio 9’ Cazzadori 77’ | Marcatori |  |

## Statistiche

### Statistiche di squadra
Statistiche aggiornate al 5 marzo 2025
| Competizione         | Punti | In casa | In casa | In casa | In casa | In casa | In casa | In trasferta | In trasferta | In trasferta | In trasferta | In trasferta | In trasferta | Totale | Totale | Totale | Totale | Totale | Totale | D.R. |
| Competizione         | Punti | G       | V       | N       | P       | Gf      | Gs      | G            | V            | N            | P            | Gf           | Gs           | G      | V      | N      | P      | Gf     | Gs     | D.R. |
| -------------------- | ----- | ------- | ------- | ------- | ------- | ------- | ------- | ------------ | ------------ | ------------ | ------------ | ------------ | ------------ | ------ | ------ | ------ | ------ | ------ | ------ | ---- |
| Serie C              | 43    | 14      | 6       | 6       | 2       | 24      | 16      | 15           | 4            | 7            | 4            | 12           | 16           | 29     | 10     | 13     | 6      | 36     | 32     | +4   |
| Coppa Italia Serie C | -     | 0       | 0       | 0       | 0       | 0       | 0       | 2            | 1            | 0            | 1            | 1            | 2            | 2      | 1      | 0      | 1      | 1      | 2      | -1   |
| Totale               | -     | 14      | 6       | 6       | 2       | 24      | 16      | 17           | 5            | 7            | 5            | 13           | 18           | 31     | 11     | 13     | 7      | 37     | 34     | +3   |

### Andamento in campionato
| Giornata  | 1  | 2  | 3  | 4  | 5 | 6  | 7 | 8 | 9 | 10 | 11 | 12 | 13 | 14 | 15 | 16 | 17 | 18 | 19 | 20 | 21 | 22 | 23 | 24 | 25 | 26 | 27 | 28 | 29 | 30 | 31 | 32 | 33 | 34 | 35 | 36 | 37 | 38 |
| --------- | -- | -- | -- | -- | - | -- | - | - | - | -- | -- | -- | -- | -- | -- | -- | -- | -- | -- | -- | -- | -- | -- | -- | -- | -- | -- | -- | -- | -- | -- | -- | -- | -- | -- | -- | -- | -- |
| Luogo     | T  | C  | T  | C  | C | T  | C | T | T | C  | T  | C  | T  | C  | T  | C  | T  | C  | T  | C  | T  | C  | T  | T  | C  | T  | C  | C  | T  | C  | T  | C  | T  | C  | T  | C  | T  | C  |
| Risultato | P  | N  | N  | V  | V | N  | N | V | N | V  | N  | N  | V  | V  | N  | V  | N  | P  | P  | P  | V  | N  | V  | P  | V  | P  | N  | N  | N  | N  | V  | V  |    |    |    |    |    |    |
| Posizione | 18 | 17 | 17 | 13 | 8 | 10 | 9 | 7 | 8 | 7  | 6  | 6  | 4  | 3  | 4  | 4  | 4  | 4  | 7  | 8  | 6  | 6  | 5  | 5  | 5  | 6  | 5  | 6  | 6  | 5  | 5  | 5  |    |    |    |    |    |    |

Legenda:

Luogo: C = Casa; T = Trasferta. Risultato: V = Vittoria; N = Pareggio; P = Sconfitta.